# Lodi Vecchio
Lodi Vecchio é uma comuna italiana da região da Lombardia, província de Lodi, com cerca de 7.212 habitantes. Estende-se por uma área de 16 km², tendo uma densidade populacional de 450,75 hab/km².

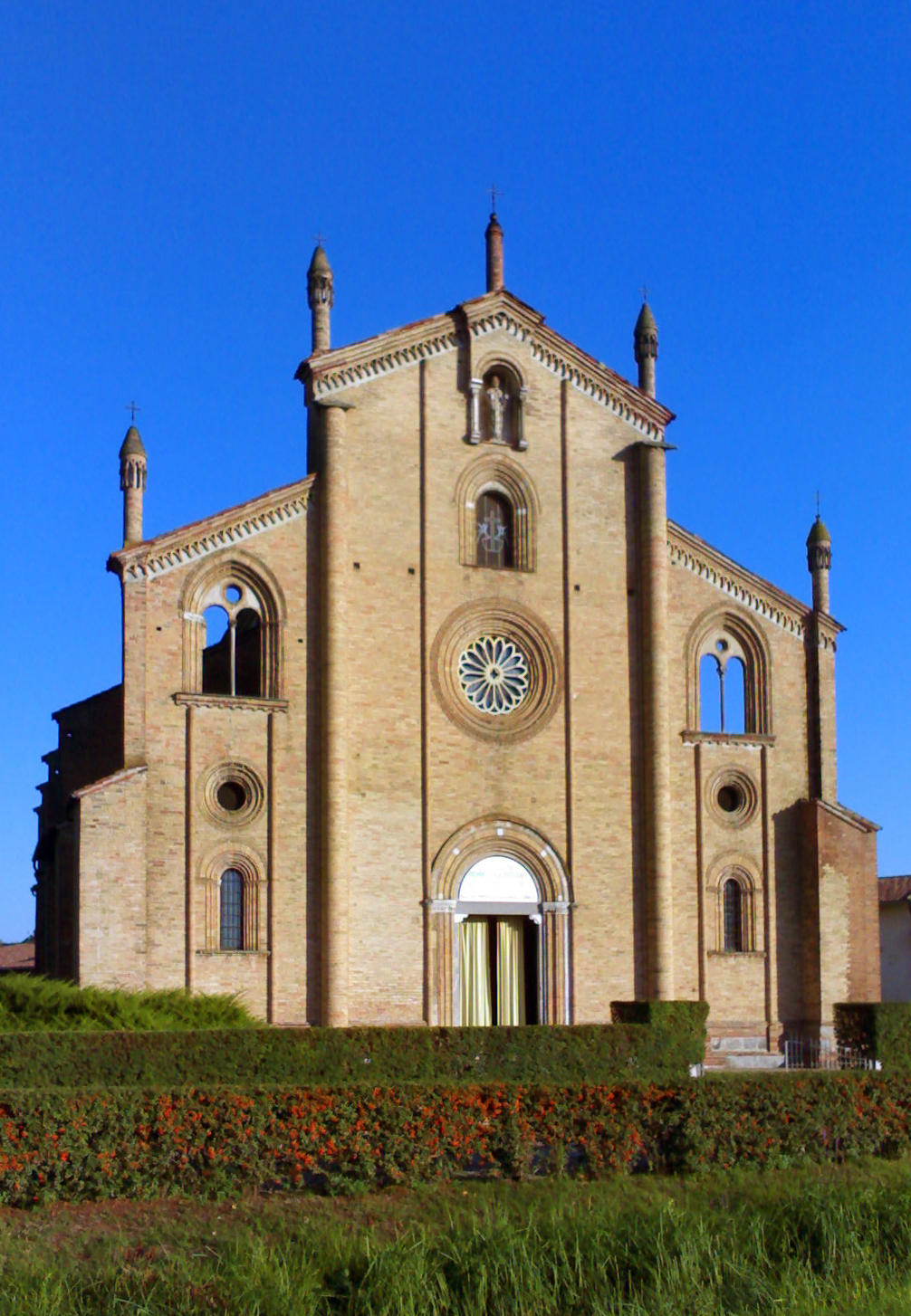
A Basilica romanica dos 12 Apóstolos.

Faz fronteira com Tavazzano con Villavesco, Lodi, San Zenone al Lambro (MI), Salerano sul Lambro, Cornegliano Laudense, Pieve Fissiraga, Borgo San Giovanni.
Esta pequena cidade foi o primeiro território da antiga cidade de Lodi, quando ainda chamava-se Laus Pompeia. Neste município surge a lindissima Basilica Romanica dos 12 Apóstolos ou de São Bassiano.

## Demografia
| Variação demográfica do município entre 1861 e 2011                               |
|                                                                                   |
| Fonte: Istituto Nazionale di Statistica (ISTAT) - Elaboração gráfica da Wikipedia |